# Ruth Kutol
Ruth Kutol (* 16. Mai 1973) ist eine kenianische Langstreckenläuferin, die sich auf Straßenläufe spezialisiert hat.
1998 siegte sie beim Rennen Marseille – Cassis. 2000 wurde sie Zehnte bei den Crosslauf-Weltmeisterschaften in Vilamoura, jeweils Zweite beim Turin Half Marathon und beim Udine-Halbmarathon und gewann den Venedig-Marathon. Im Jahr darauf wurde sie Zweite beim Paris-Marathon. 
2003 siegte sie beim Madrid-Marathon und beim Dublin-Marathon. Beim Prag-Halbmarathon wurde sie Sechste und bei der Route du Vin Zweite. 2004 gewann sie den Paris-Halbmarathon.
2007 siegte sie beim Europe-Marathon und wurde Vierte beim Portugal-Halbmarathon. 2010 triumphierte sie beim Tallinn-Marathon.

## Persönliche Bestzeiten
- 3000 m: 9:01,47 min, 7. Juni 2000, Mailand
- 5000 m: 15:27,88 min, 3. Juni 2000, Formia
- Halbmarathon: 1:09:24 h, 1. Oktober 2000, Udine
- Marathon: 2:27:22 h,	27. Oktober 2003, Dublin